# Seznam specialnih sil sveta
Seznam najbolj znanih svetovnih vojaških in policijskih specialnih sil.

### A
Afganistan
- Komando brigada
- Brigada specialnih sil
Albanija
- Komando polk(1 specialni in 2 komando bataljona)
Alžirija
- 17. padalska komando divizija(5 padalskih specialnih polkov)
- 25. izvidniški polk
- Bataillon fusiliers marins(bataljon mornariških komandosov)
- skupina bojnih potapljačev
- 772. in 782. polk komandosov vojnega letalstva
Angola
- Brigada de Forcas Especiais(BRIFE/ Brigada specialnih sil)
Argentina
- Grupo de Operaciones Especiales(protiteroristična enota vojnega letalstva)
- Skupina specialnih sil(601. in 602. komando četa ter 601.zračnodesantni polk)
- Agrupacion de Buzos Tacticos(skupina bojnih potapljačev)
Armenija
- 23. Spetsnaz brigada
- 3 samostojni izvidniški bataljoni(znotraj 1.,2. in 3. korpusa)
- 4 samostojne izvidniške čete
- Spetsnaz bataljon(znotraj ministrstva za nacionalno varnost)
- protiteroristična enota "Alfa"
Avstrija
- Jagdkommando(specialni bataljon)
- EKO Cobra
- Avstralija
1st Commando Regiment
2nd Commando Regiment
Special Air Service Regiment (SASR)
Clearence Diving Teams (bojni potapljači)

Azerbajdžan
- 555.Spetsnaz brigada
- 800. Spetsnaz bataljon(podrejen 5. korpusu)
- 641. mornariška specialna skupina
- protiteroristična enota "Gartal"

### B
Bahami
- Commando squadron(Četa komandosov/marincev)
- Special Operations Unit(specialna mornariška skupina)
Bahrajn
- specialni bataljon
Bangladeš
- 1.padalski komando bataljon
- SWDS(specialna mornariška enota)
- ODD71(mornariški diverzanti)  - Bangladesh Air Force Special Warfare Unit - Formation Commando Unit(ena četa na divizijo) - The Vipers(protiteroristična enota) - SF Police Commando(protiteroristična enota) - Black Eagle Regiment(polk specialnih sil)
Barbados
- Special Operations Company(četa za hitre intervencije)
Belorusija
- 5. Spetsnaz brigada
- protiteroristična enota "Alfa"(KGB)
Belize
- Belize Special Assignement Group(Skupina za specialne naloge)
Belgija
- Special Forces Group(Skupina specialnih sil)
- 17 Recce(17. obveščevalna izvidniška četa)
Benin
- 1er bataillon commandos parachutiste(1. padalski komando bataljon)
- Bataillon Fusiliers Marins(bataljon mornariških komandosov)
Bolivija
- "Diablos Azules"(komando interventna enota na rekah)
- 17., 24. in 27. Satinadores(Rangerski) polk
- 18. padalski Rangerski polk
Bocvana
- 1. komando polk
- skupina bojnih potapljačev
Bolgarija
- 68. specialna brigada
- 63. mornariški specialni odred
Brazilija
- Specialna brigada
- "Talon"(protiteroristična četa vojnega letalstva)
- PARA SAR(iskalna in reševalna enota)
- GRUMEC(mornariška specialna enota)
Brunei
- Special Forces Regiment(Polk specialnih sil)
Burkina Fasso
- 1. komando četa(del Republikanske Garde)
- 23. pehotni komando polk(23er RIC)
- 25. padalski komando polk(25eme RPC)
Burundi
- 22.komando bataljon(Gitega) in 124.komando bataljon(Bujumbura)
Centralnoafriška Republika
- SAOS - GSPR - "ALPHA"(specialna enota Republikanske Garde)
Ciper
- 31.,32.,33.in 34. MK(komando odredi)
- OYK(četa mornariških komandosov)
- Tmina Eidikon Omadwa(specialni izvidniški polk)
Čad
- komando bataljon
- SATG(specialni protiteroristični odred)
Češka Republika
- 601.skupina specialnih sil(601.skss)
- 102. izvidniški bataljon
- 233. iskalna reševalna četa vojnega letalstva
Čile
- Grupo de Fuerzas Especiales(GFE/ Skupina specialnih sil vojnega letalstva)
- Comando de Fuerzas Especiales(CFE/ Poveljstvo specialnih sil vojne mornarice)
- specialna brigada "Lautaro"
Črna Gora
Pomorski odred(bivši 82. mornariški center)
- Četa specialnih sil

### D
Danska
- Jaegerkorpset(četa specialnih sil)
- Fromandskorpset(četa mornariških komandosov)
Džibuti
- padalska izvidniška četa
Dominikanska Republika
- mornariški komandosi(FECN)
- 1 komando bataljon
- 6. bataljon specialnih sil
- protiteroristična četa(CEA)
Ekvador
- GEO(protiteroristični odred)
- 9. specialna brigada "Patria"
- 4 skupine specialnih sil(24.,24.,26. in 27.)
- 3 čete specialnih sil(v 2.,3. in 7. diviziji)
- 2 specialna bataljona(v 19. in 21. pehotni brigadi)
- 22. iskalna reševalna četa

### E
Egipt
- 3 protiteroristični odredi(777.,888. in 999.)
- 2 zračnodesantni brigadi(222. in 224.)
- 412. padalska brigada
- 18 komando bataljonov(230. - 247.)
- specialni polki(135.,129.,117.,123.,153.,159.,141., in 147.)
- 3 mornariški komando polki(515.,616. in 818.)
- 232. mornariška specialna enota
El Salvador
- CEAT(protiteroristična enota)
- GOE(Skupina specialnih sil)
- PRAL(globinska izvidniška enota)
- "Hatcha"(Sekira)/četa izvidnikov
- manjša specialna mornariška enota
- četa mornariških komandosov
Eritreja
- 525. komando divizija
Estonija
- ESTSOF(odred specialnih sil)
Etiopija
- "Agazi" komando divizija
- 2 samostojni komando brigadi(205. in 206)
- ETSOF(specialni odred)

### F
Fidži
- Zulu company(specialna četa Zulu)
Filipini
- 710.SOW(specialna enota vojnega letalstva)
- 1. Rangerski polk(RR)
- Polk specialnih sil(SFR)
- Light Reaction Battalion(LRB/ protiteroristični bataljon)
- NSWG(specialna mornariška skupina)
Finska
- bataljon specialnih sil
- Laskuvarjojaakarit(padalska brigada)
- Laivaston Erikoistomimintayksikko(bojni potapljači)
- Rannikkojaakarikomppania(mornariška komando četa)
- Francija

- 1er RPIMa(specialna enota po vzoru na SAS)
- CPA 10(10. četa padalskih komandosov)
- RESCO(iskalna reševalna enota vojnega letalstva)
- 13. RPD(13. padalski polk dragoncev/ globinski izvidniški bataljon)
- 5 čet mornariških komandosov
- Commando Hubert, Commando Montfort,...
Groupe d'Intervention de la Gendarmerie Nationale (GIGN)
RAID

### G
Gabon
- 1er RPG(1. gabonski padalski polk)
- COFUSMA(četa mornariških komandosov)
- padalska komando četa(del Predsedniške garde)
Gana
- padalski bataljon(ABF)
- specialna enota(SFU) - Ghana Navy SBS(mornariški odred)
- Grčija

- 1. padalska brigada
- ETA(protiteroristična enota)
2 Syntagma Alexiptotiston
13 Diefthinsi Eidikon Epichiriseon
- Z MAK(amfibijska interventna četa)
- OYK(mornariška specialna enota)
- 31 MEE "Achiles"(31. iskalna reševalna četa)
EKAM (Eidiki Katastaltiki Antitromokratiki Monada)
Gruzija
- Specialna brigada
Abhazija
- bataljon marincev
- izvidniški bataljon
- mornariški diverzantski odred("Nočni angeli")
- 3 izvidniški diverzantski odredi
Južna Osetija
- izvidniška četa
- ostrostrelska četa  
Gvajana
- 31. četa specialnih sil(31 SF SQN)
Gvatemala
- specialna brigada "Kaibiles"(Moč dveh tigrov)
- Fuerzas Especiales Navales(mornariška specialna enota)
Gvineja
- komando bataljon(BCS)
- padalski bataljon(BATA)
Gvineja - Bissau
- padalski komando bataljon

### H
- Hrvaška
Poveljstvo specialnih sil(ZSS)

### I
- Indija
Marine Commando Force(MARCOS)

- Para Commandos(padalske komando enote)
- "Garud"(Orli)/komandosi vojnega letalstva
- National Security Guard(NSG)/ protiteroristične sile
Indonezija
- Bravo 90(protiteroristični odred vojnega letalstva)
- PASHKAS(specialne sile vojnega letalstva)
- KOPASSUS(specialne sile KoV)
- DET 81(81. protiteroristični odred Kov)
- KOPASKA(mornariška specialna enota)
- Kesatuan Gurita(mornariška komando enota)
- Denjaka(protiteroristični obveščevalni odred mornariške pehote)
Iran
- 3 padalske divizije(3.,16.in 55.)
- 2 padalski komando diviziji(21. in 28.)
- 2 diviziji mornariške pehote(5. in 8.)
- 2 komando diviziji(23. in 58.)
- 3 samostojne komando brigade(25., 35. in 45.)
- 65. specialna brigada
- skupina mornariških komandosov("Takavar")
Irska
- Irski Rangerji(specialni protiteroristični odred)
- Italija

- 17. Stormo Incursori(komandosi vojnega letalstva)
- 9. padalski komando polk "Col Moschin"
- 185. RAO(185. četa za usmerjanje topniškega ognja
- - GIS (grupo di intervento strategico)
Comando Subacoquei e incursori (COMSUBIN)
DIGOS

- Izrael
Brigada Golani
Enota 101
Enota 669(iskalna reševalna enota vojnega letalstva)
Lotar (Enota 707)
Sajeret Canhanim
Sajeret Matkal (Enota 262)
Sajeret Orev
Šajetet 13 (Flotilja 13)
Šaldag (Enota 5101)

- Yanman(specialna protizračna enota)
- Yaban(skupina protidiverzanstskih potapljačev)
- Yaltam(bojni potapljači)
- Rotem(protidiverzantska enota)
- Maglan(specialna protioklepna enota)
- Irak

- 1. specialna brigada(protiteroristična)
- 2. komando brigada(5 regionalnih komando bataljonov)

- 1. bataljon komandosov mornariške pehote
- četa bojnih potapljačev

### J
Jamajka
- C - TOG(Counter Terrorism Operations Group)
Japonska
- SFG(Skupina specialnih sil)
- SBU(specialna mornariška enota)
- Jordanija
37. brigada Kraljevskih jordanskih specialnih sil

- SRR 61(61. specialni izvidniški polk)
- 2 samostojna padalska bataljona(81. in 91.)
- 28. Rangerska brigada
- 30. padalska brigada
- skupina bojnih potapljačev
Jemen
- 2 padalski komando brigadi
- specialna operativna brigada
Južnoafriška Republika
- Specialna brigada

### K
Kambodža
- 911. polk specialnih sil
- NCTSF(odred nacionalnih protiteroristični specialnih sil)
- B  70(protiteroristična enota)
Kamerun
- 21e BTAP(21. bataljon zračnodesantnih sil)
- 3 interventni bataljoni(1., 2. in 3.)
- COPALCO(Compagnie des Palmeurs Combat/Četa bojnih potapljačev)
- Bataillon Special Amphibie(BSA/specialni bataljon)
- CAT(protiteroristična četa Predsedniške garde)
Kanada
- JTF 2(odred specialnih protiterorističnih sil)
- CSOR(Kanadski polk za specialne operacije)
Kazahstan
- 270. samostojna četa(VIP)
- 1. mornariški izvidniško/ diverzantski bataljon
- 261. Spetsnaz bataljon
- "Kokzhal"(Volkovi/protiteroristični odred Republikanske garde)
- "Arystan"(Orli/protiteroristični odred službe državne varnosti)
Kenija
- 20. padalski bataljon
- 30. specialni operativni bataljon
- 40. Rangerski interventni bataljon
- Marine Commando Unit(specialna enota VM)
- Special Boat Unit(SBU)
- Rapid Deployment Squadron(RDS/ specialna enota VL)
- Long Range Surveillance Unit(LRSU/ izvidniško obveščevalna enota)
Kitajska
- 7 skupin specialnih sil
- 18 specialnih izvidniških skupin
- 2 specialna bataljona mornariške pehote
- Centralna Gardijska enota 57003(VIP enota)
- mornariška specialna enota("Zhong dui")
Kirgizija
- protiteroristična enota "Alfa"
- 25. Spetsnaz brigada "Škorpijoni"
Kolumbija
- ACOEA(protiteroristična četa vojnega letalstva)
- AFEAUR(nacionalna protiteroristična enota)
- GAES(protiteroristične skupine)
- GAULA(pokrajinske protiteroristične skupine)
- BFE(Brigada specialnih sil)
- Grupo d Comando Anfibios(specialna mornariška skupina)
- 6. iskalna reševalna četa vojnega letalstva
Republika Kongo
- GPC(Padalski komando bataljon)
- FUSCO(Komandosi vojnega letalstva)
Demokratična Republika Kongo
- 31. brigada za hitre intervencije(231.,232. in 233.bataljon)
- 391.komando interventni bataljon
- 41. in 42.komadno bataljon
- 15.komando polk(del Republikanske Garde)
Južna Koreja
- 707. protiteroristični bataljon
- 7 specialnih brigad
- CCT(Combat controll teams/komandosi vojnega letalstva)
- "Cheonghae"(specialna mornariška enota)
Severna Koreja
- 4 izvidniške brigade
- 4  samostojni izvidniški bataljoni
- 3 ostrostrelske brigade(11.,16. in 21./Vojno letalstvo) - 2 ostrostrelski brigadi VM(29. in 291.) - 3 brigade KoV(17., 60., 61.) - 525.specialni bataljon- 21.padalska ostrostrelska brigada - 3 zračnodesantne brigade(26.,38. in 45.) - 2 ostrostrelski brigadi VL(11. in 16.)
Kuba
- Desembarco de Granma(bataljon mornariške pehote)
- Destacamento de Destino Especial Naval(Odred za specialne mornariške naloge)
- Brigada Aeromovil de Tropas Especiales(Brigada specialnih sil)
Kuvajt
- 25. komando brigada

### L
Latvija
- Specialo Uzdevunmu Vieniba(SUV/ četa specialnih sil)
Lesoto
- komando četa
- Libanon
Komando polk

- Al Moukafaha(protiteroristična skupina)
- Mornariški komando polk(Lebanese navy SEAL)
Libija
- 17.specialna brigada(Tripoli),Al Saiqa brigada(Bengazi),
- četa mornariških komandosov
Litva
- CDS(bojni potapljači)
- SOG(specialna izvidniška enota)
- YPT(specialna protiteroristična skupina)
- VGJB(Rangerski bataljon)

### M
Madagaskar
- RFI 1(padalski bataljon)
- RFI 2(odred mornariških komandosov)
Madžarska
- 34. specialni operativni bataljon(del 2.specialne brigade)
- 24. izvidniški polk
- 88. zračnodesantni bataljon(del 2.specialne brigade)
Makedonija - Polk specialnih operacij(specialni bataljon "Volkovi" in bataljon Rangerjev)
Malezija
- 11. Group Gerak Khas Regiment(11. komando polk)
- PASKAL(specialna mornariška skupina)
- PASKAU(specialna enota vojnega letalstva)
Mali
- Bataillon Autonomes Forces Specials(BAFS/specialni bataljon)
- 325.specialna četa(del 33.padalskega polka)
Malta
- četa za posebne naloge C(Charlie)
- Maritime Rapid Deployment Team(skupina mornariških komandosov)
Malavi - specialna četa
Maroko
- 3 komando odredi
- GIMR(mornariški komandosi)
Mavretanija
- 2 padalska komando bataljona
- specialni interventni bataljon
- GSI(skupina specialnih sil)
Mehika
- 3 specialne brigade
- GANFES(specialne mornariške sile)
- FES(specialne mornariške sile)
- Agujas Negras(Črne igle/ protiteroristična enota)
Mongolija
- 84. specialni padalski bataljon
Moldavija
- "Alfa" specialni protiteroristični odred
- "Fulger"(Blisk) bataljon specialnih sil
Pridnestrska Moldavska Republika(PMR)
- Spetsnaz bataljon "Delta"
- protiteroristični oddelek "A"
- samostojni Spetsnaz bataljon
Mozambik
- 3 komando bataljoni
Myanmar
- padalska komando divizija
- specialni polk mornariške pehote

### N
- Nemčija
Kampfschwimmerkompanie (KSKp)
Kommando Spezialkräfte (KSK)

- 200. globinska izvidniška četa
- SEKM(bataljon mornariških komandosov)
- Grenzschutzgruppe 9 (GSG-9)

Nepal
- 10. specialna brigada
Niger
- 322. padalski polk
- protiteroristična četa
- BICOS(specialni bataljon)
- BSR(specialni bataljon)
- 3 specialni interventni bataljoni
Nigerija
- NNSBS(specialni odred vojne mornarice)
- 72.specialni bataljon(72 SOF Bn) - 707.specialna operativna brigada - 133. specialni bataljon - 176.specialni gardijski bataljon - 234. specialni bataljon - 21. brigada specialnih sil - 111.specialni bataljon - 82 Division Garrison anti Kidnapping Unit(enota za reševanje talcev)
Nikaragva
- COE(specialna brigada)
- specialni mornariški odred
- Nizozemska
Dienst Speciale Interventies (DSI)
Bijzondere Bijstandseenheid - Snelle Interventie Eenheid (BBE-SIE)

- Korps Commando Troepen(KCT)/ specialne sile
- daljinska izvidniška četa(LAVERCIE)
- MARSOF(mornariške specialne sile)
Norveška
- FSK(Forvarets Speciel Komandoen/specialni protiteroristični odred)
- HJK(Horens Jaeger Komandoen/padalski izvidniki)
- MJK(Marine Jaeger Komandoen/specialna mornariška enota)
- KJK(Kystten Jaeger Komandoen/interventna mornariška enota)

### O
Oman
- 1. bataljon specialnih sil
- skupina bojnih potapljačev

### P
- Pakistan
Special Services Group Naval ([[SSGN]/mornariški komandosi

- Special Services Group(SSG)/ specialna brigada
- Special Services Wing(SSW)/specialna enota vojnega letalstva
Paragvaj
- BDFE(bataljon specialnih sil)
- Peru
Fuerzas de operaciones especiales (FOES)

- 2 specialni brigadi
- GRUFE(specialne sile vojnega letalstva)
- 2 skupini specialnih sil KoV
- Poljska (vojaške)
Jednostka Wojskowa Agat (JWA)
Jednostka Wojskowa Formoza (JWF)
Jednostka Wojskowa Grom (JWG)
Jednostka Wojskowa Komandosów (JWK)
Jednostka Wojskowa Nil (JWN)
7 Eskadra Działań Specjalnych (7 eds)

Portugalska
- Commandos Regiment
- Batalhao Elementos de Operacoes Especias(Specialne sile)
- Patrulhas de Lango Rayo(odred globinskih izvidnikov)
- Destacamento de Accoes Especias(DAE/odred mornariških komandosov)
- RESCO(iskalna reševalna enota vojnega letalstva)

### Q
Qatar
- Specialni bataljon
- enota mornariških komandosov

### R
Romunija
- 6. polk specialnih sil "Mihai Viteazul"
- DIR(Detasamentul Interventie Rapida/protiteroristični interventni odred)
- GNFOS(skupina mornariških komandosov)
- CSL(iskalna in reševalna enota vojnega letalstva)
- Rusija
2.,10.,14.,16.,22.,24.,62. in 83. Spetsnaz brigada

- 216. Spetsnaz bataljon
- 40 samostojnih Spetsnaz čet
- 45. padalski izvidniški polk(del padalskih sil)
- 159. mornariški izvidniški polk
- 42. mornariška izvidniška enota(420., 431. in 561. skupina)
- protiteroristična enota "Zaslon"(del SVR obveščevalne službe)
- protiteroristične enote "Alfa","Grom","Kaskad","Vympel" in "Zenit"(FSB)

### S
Saudova Arabija
- 64.specialna brigada
- 1. padalska brigada
- RSNSF(specialne mornariške sile)
Sejšeli
- SFU(Specialna enota)
- komando interventna četa
Senegal
- padalski bataljon
- komando bataljon
- COFUMACO(četa mornariških komandosov)
- CFS(četa specialnih sil)
Somalija
```
- Alpha Group(protiteroristični odred)
```

- " Danab " komando brigada
Sierra Leone
- izvidniška četa(FRG)
Singapur
- Commando battalion
- Naval Diving Unit(NDU/ Enota bojnih potapljačev)
Sirija
- 47.specialni polk(del divizije Republikanske Garde)
- 555.specialni polk(del 4.mehanizirane divizije)
- 41.,46.,53.in 54.specialni polk(Poveljstvo specialnih sil)
- 127. in 35.specialni polk(del 15.mehanizirane divizije)
- 14.,36.,554.in 556. specialni polk(del 2. korpusa)
- polk mrnariških komandosov("Fawj Maghawir Albhr")
Slonokoščena Obala
- 1er BPC(1. padalski komando bataljon)
- GFS(Skupina specialnih sil)
- FUSCOA(komandosi vojnega letalstva)
- DIR(Protiteroristični interventni odred)
- FUMACO(četa mornariških komandosov)
Slovaška
- 5. PSU(5. polk za specialne namene)
- Slovenija
Posebna Enota za Specialno Taktiko (PEST)
Enota za specialno delovanje (ESD)
Specialna enota MNZ (SEP)

Somalija 
- Danab(Blisk/ komando bataljon) 
- Gaashan(specialni protiteroristični bataljon)
- Srbija (od leta 2006)
Specialna brigada Operativnih sil Vojske Srbije

- Sovjetska zveza
Specnaz

Sudan
- specialna brigada

### Š
Španija
- MOE(specialne sile)
- UEBC(mornariška specialna enota)
- EZAPAC(četa padalskih komandosov)
- EADA(protizračna specialna enota)
Šri Lanka
- Special Forces Regiment(Polk specialnih sil kopenske vojske)
- Commando regiment
- SLAF Special Forces regiment(Polk specialnih sil vojnega letalstva)
- SBS(četa mornariških komandosov)
Švedska
- SOG(specialna enota)
- Narskydd(NSKY/specialna protidiverzantska enota vojnega letalstva)
- Flygbasjagarna(FBJ(specialne sile vojnega letalstva)
- Divund bataljon(naborniški izvidniški bataljon)
- Attackdykarna(bojni potapljači)
- Sakpluton Sjo(protidiverzanstski mornariški vod)
- Švica
[[Fernspähkompanie No 17(Falschirm Aufklarer Kompanie 17)

- ARD 10(10. specialni odred)

### T
Tadžikistan
- "Alfa" protiteroristični odred
- 7. zračnodesantna brigada
Tajska
- 2 diviziji specialnih sil(10 specialnih polkov)
- Royal Thai Navy SEALs
- RTAF Commando company(komando četa vojnega letalstva)
- Pararescue(iskalna in reševalna enota vojnega letalstva)
Tajvan
- 101. amfibijski izvidniški bataljon kopenske vojske
- protiteroristična enota(ASSC)
- 862. in 871. specialna operativna skupina
- Amphibious Reconnaissance Group(ARG/skupina mornariških komandosov)
Tanzanija
- Mornariške specialne sile(MSF)
Togo
- RCGP(Komando polk Predsedniške Garde)
- RPC(Padalski komando polk)
- FUMACO(četa mornariških komandosov)
Trinidad in Tobago
- tim specialnih sil
- vod mornariških komandosov
Tunizija
- GFS(specialna brigada)
- GIP(Predsedniška interventna skupina)
Turčija
- "Rdeče baretke"(specialni bataljon)
- 5 komando brigad
- MAK(iskalna in reševalna enota vojnega letalstva)
- SAS(specialna mornariška skupina)
- SAT(protidiverzantska potapljaška skupina)
- PÖH (Policijska enota za specialne operacije)
- JÖAK (Specialna enota žandarmerije za javno varnost)
Turkmenistan
- 152. zračnodesantna brigada
- protiteroristični odred

### U
Uganda
- SFC(brigada specialnih sil)
Ukrajina
- 3 Spetsnaz odredi(3.,8. in 10.)
- 794. Spetsnaz samostojna četa
- 801. protidiverzantski odred
- 73. mornariški Spetsnaz center
- protiteroristični odred "A"(v okviru službe državne varnosti Ukrajine)
Urugvaj
- 14. padalski specialni bataljon
- Compania de Operaciones Especiales(protiteroristična četa)
Uzbekistan
- 4. padalska brigada
- 17. zračnodesantna brigada
- samostojni Spetsnaz bataljon(Vzhodno vojaško okrožje)
- protiteroristični odred "C"

### V
Venezuela
- 2 bataljona specialnih sil
- 2 skupini specialnih sil
- COMPEMI(specialna mornariška skupina)
- 103. četa komandosov vojnega letalstva
Vietnam
- K3(izvidniško obveščevalni polk)
- 2 mornariško diverzantski enoti(M26 in M126)
- Doan Dac Cong(Skupine specialnih sil)

### Z
Zambija
- 1.komando bataljon
- Združene države Amerike
Specialne sile Združenih držav Amerike

- Združeno kraljestvo Velike Britanije in Severne Irske
Special Air Service (SAS)
Special Boat Squadron (SBS)

- Special Forces Support Group(SFSG)
- Specialni izvidniški polk (SRR)

Zimbabwe
- SAS(specialne sile)
- Commando battalion
- 1st Zimbabwe Parachute battalion
- Combat diving unit(enota bojnih potapljačev)

## Mednarodne
- Special Allied Airborne Reconnaissance Force